# Francesco De Blasiis
Francesco De Blasiis (Città Sant'Angelo, 4 luglio 1807 – Roma, 31 agosto 1873) è stato un politico italiano.
Fu Ministro dell'agricoltura, dell'industria e del commercio del Regno d'Italia nel Governo Rattazzi II.